# Nakata Ichizo
Ichizo Nakata (sinh ngày 19 tháng 4 năm 1973) là một cầu thủ bóng đá người Nhật Bản.

## Sự nghiệp câu lạc bộ
Ichizo Nakata đã từng chơi cho Yokohama Flügels, Avispa Fukuoka, Oita Trinita, JEF United Ichihara, Vegalta Sendai và Ventforet Kofu.